# Bonvillers
 Bonvillers  là một xã thuộc tỉnh Oise trong vùng Hauts-de-France phía bắc Pháp. Xã này nằm ở khu vực có độ cao trung bình 150 mét trên mực nước biển.